# ماري فيتزباتريك
ماري فيتزباتريك (بالإنجليزية: Mary Fitzpatrick)‏ هي مصورة بريطانية، ولدت في 1968.